# Магарша
Шмуель Еліезер бен Єгуда ГаЛеві Ейдельс (івр. שמואל אליעזר הלוי איידלס) відомий як Магарша (івр. מַהֲרְשַׁ׳׳א акронім від івр. מורנו הרב רבי שמואל איידלש, Морейну га-рав рабі Шмуель Ейдельс, «Наш великий вчитель рабин Шмуель Ейдельс»; 1555, Краків — 1632, Острог) — рабин, освітній і культурний діяч, коментатор Талмуду.

## Біографія
Шмуель Едельс народився в Познані (або в Кракові) у 1555 , де закінчив гімназію та Ягеллонський університет. Володів широкими знаннями з філософії та астрології. З раннього дитинства вивчав Талмуд та коментарі до нього, брав участь у створенні єшиви (єврейського навчального закладу) в Кракові та викладав філософію.

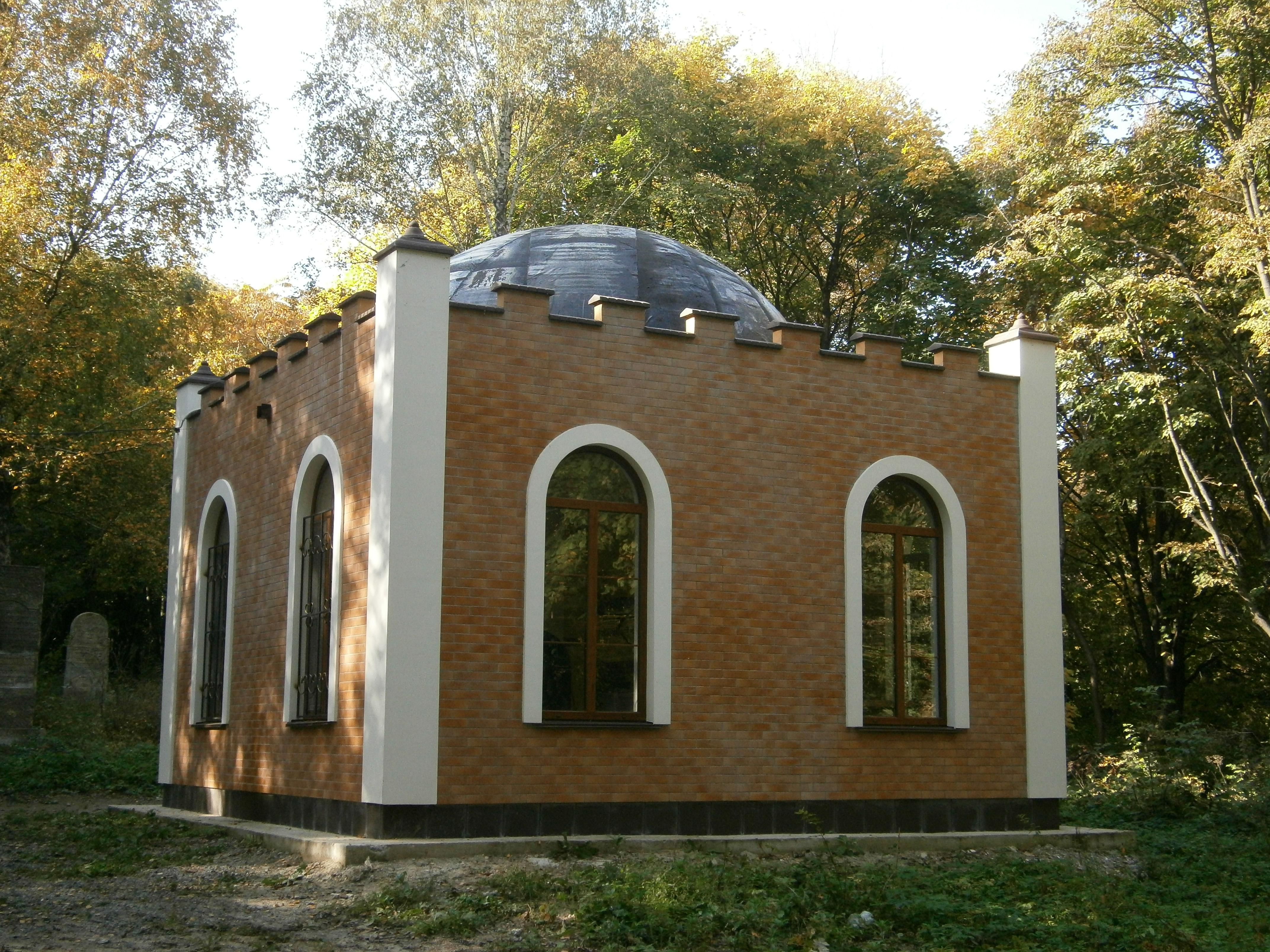
Могила Шмуеля Едельса

В 1592 р. переїхав у Холм рабином, а 1594 р. призначається головним рабином Любліна і ректором місцевої школи рабинів. У 1599 р. переїхав до Острога, де отримав посаду головного рабина та був обраний ректором школи рабинів при Острозькій головній синагозі. Вона стала провідною в Європі, а її ректор — лідером талмудистів. За ініціативою Едельса в Острозі була заснована друкарня, яка успішно працювала понад 200 років та була закрита в 1832 у зв'язку з тим, що там друкувались матеріали польських повстанців. За свої кошти Едельс в 1611—1612 роках відремонтував синагогу та прибудував до неї жіноче відділення (бабинець), що перетворило синагогу на найбільшу на Волині. Протягом багатьох століть найбільша синагога Острога носить ім'я Едельса.
Помер в Острозі 1632 року та був похований на місцевому єврейському кладовищі у спеціально побудованому пантеоні.